# Bolkopvelddwergspin
De bolkopvelddwergspin (Oedothorax retusus) is een spinnensoort in de taxonomische indeling van de hangmatspinnen (Linyphiidae).
Het dier komt uit het geslacht Oedothorax. De bolkopvelddwergspin werd in 1851 beschreven door Johan Peter Westring.